# William Crookes
William Crookes (London, 17. lipnja 1832. – London, 4. travnja 1919.), engleski fizičar i kemičar. Od 1855. profesor kemije u Chesteru. Spektralnom analizom otkrio 1861. kemijski element talij, neovisno o Claude-Auguste Lamyju. Utvrdio da iz katodne cijevi sa zrakom pod niskim tlakom (koja se po njemu zove Crookesova cijev) izlaze nevidljive katodne zrake, koje magnetsko polje otklanja i koje imaju mehaničke i toplinske učinke i izazivaju fluorescenciju. Smatrao je te zrake posebnom radijantnom materijom četvrtog agregatnog stanja. Mehaničko djelovanje katodnih zraka pokazuje Crookesov radiometar; lagana vjetrenjača, izložena tim zrakama, dolazi u vrtnju. Druga vrsta Crookesova radiometra ima krila s jedne strane pocrnjena; utjecajem toplinskih zraka nastaje vrtnja krilaca, tako da se njihove strane kreću naprijed. Crookes je konstruirao i prvi aparat za brojenje nuklearnih čestica (spintariskop). Istraživao je rijetke zemlje i metode kemijske analize, proizveo umjetne dijamante. Bio vatreni pristaša spiritizma.

## Katodna cijev
Katodna cijev je elektronska cijev u kojoj se elektroni, izbačeni iz užarene katode, zbog visokog napona između katode i anode ubrzavaju prema anodi u obliku snopa (katodno zračenje). Taj se snop usmjerava na fluorescentni zaslon, na kojem stvara svijetleću točku. Sustav za usmjeravanje (kondenzatorska polja dvaju parova pločica ili magnetska polja dvaju parova električnih zavojnica) otklanja elektronski snop u dva međusobno okomita smjera, oba okomita na smjer snopa. Položaj i gibanje točke na zaslonu ovisi o naponima između pločica, to jest o strujama u zavojnicama. Katodna cijev osnova je osciloskopa, uređaja za vizualizaciju i analizu električnog signala. Prvi je takvu cijev i uređaj konstruirao Karl Ferdinand Braun 1897.
U katodnoj cijevi, koja služi za stvaranje slike u televizijskim prijamnicima te radarskim i računalnim zaslonima, može se upravljati jakošću snopa, a time i svjetloćom točke na zaslonu. U cijevima za stvaranje slike u boji stvaraju se tri snopa, radi postizanja svjetloće točke u trima osnovnim bojama. U tim se primjenama katodne cijevi sve više potiskuju zaslonima s tekućim kristalima.

## Spintariskop
Spintariskop (grčki spinter znači iskra) je prvi mjerni instrument za promatranje radioaktivnih zraka i konstruirao ga je William Crookes 1903. On se sastoji od metalnog valjka duljine oko 40 mm, na čijem dnu se nalazi fluorescentni zaslon prevučen slojem scintilatora cinkovog sulfida (ZnS). Scintilacije nastaju zbog toga što alfa-čestice, kao i druge vrste ionizirajućeg zračenja, nailaskom na atome cinkovog sulfida predaju im svoju energiju. Zbog toga atomi se pobuđuju, te zrače luminiscentnu svjetlost. Na taj način pri svakom udaru alfa-čestice ili neke druge ionizirajuće čestice, na zaslonu se pojavi bljesak svjetlosti u vidu iskre, koja se odmah ugasi.